# Eugen Rosai
Eugen Rosai (* 1885 in der Nähe von Moskau, Russisches Kaiserreich; † 1956) war Clown, Zirkusartist, Dompteur und Zirkusunternehmer. 

## Leben
Eugen Rosai wurde als Sohn der Artisten Torquato Alfredo Fortunato Rosai aus Florenz und seiner Mutter Matriona Timofezero Fomina aus St. Petersburg sprichwörtlich auf den Straßen nach Moskau geboren und entstammte einer Wanderzirkus-Familie, in der seit mehr als zweihundert Jahren Artisten, Dompteure und Clowns, aber auch Künstler wie Ottone (1895–1957) und Bruno Rosai (1912–1986) aufwuchsen.
Der Clown und selbständige Direktor des Circus Rosai hatte Verträge mit Zirkusunternehmen wie Barnum, Busch, den Ringling-Brothers, mit Sarrasani und vielen anderen. Auch im Circus Ciniselli trat Eugen Rosai mit einer damals sehr berühmten Dressur- und Reitertruppe auf. In den Großstädten Europas zeigte er als Jockey seine Reitkunst. Seinen größten Erfolg feierte er mit einem Auftritt beim Russischen Zaren Nikolaus II.
Während des Zweiten Weltkrieges verlor er fast alles, fast sämtliche Tiere, Wagen und Zelte fielen dem Krieg zum Opfer.
In der Nachkriegszeit gelang es ihm noch eine kurze Zeit lang, mit den vom Krieg verschont gebliebenen Teilen seines früheren Circus in der Öffentlichkeit aufzutreten. Die Elefanten und Dressurpferde wurden von einem Zirkuspony, das ihm auf den geringsten Wink gehorchte, einem Pudel und einem dressierten Schwein namens "Jackie" abgelöst. Seine neue Hauptattraktion war ein seiltanzender Ziegenbock geworden. 
In seiner liebsten Darstellung zeigte er sich bis ins hohe Alter als Clown in die Manege. Wenn das Zelt von fröhlichem Kinderlachen über seine Späße widerhallte, war ihm das stets eine kleine Entschädigung.
Im Jahr 1948 wirkte Eugen Rosai mit seinem Zirkusunternehmen an den Dreharbeiten des Regisseurs Géza von Cziffra zu dem Film „Königin der Landstraße“ mit.
Eugen und seine Ehefrau Contessa Maria Angelini de Brivio, eine italienische Adelige, wurden Eltern von sechs Kindern, die zum Teil auch Artisten und Dompteure wurden. Julia (* 1907), Nilda (* 1910), Eugenia (* 1914), Claudia (* 1917), Elfriede (* 1920) und letztlich Alfred Karl Max (1924–1971), der in den 1950er Jahren den Betrieb des Circus Rosai übernahm und vorübergehend weiterführte.